# Maculonaclia grjebinei
Maculonaclia grjebinei là một loài bướm đêm thuộc phân họ Arctiinae, họ Erebidae.